# John H. Collier

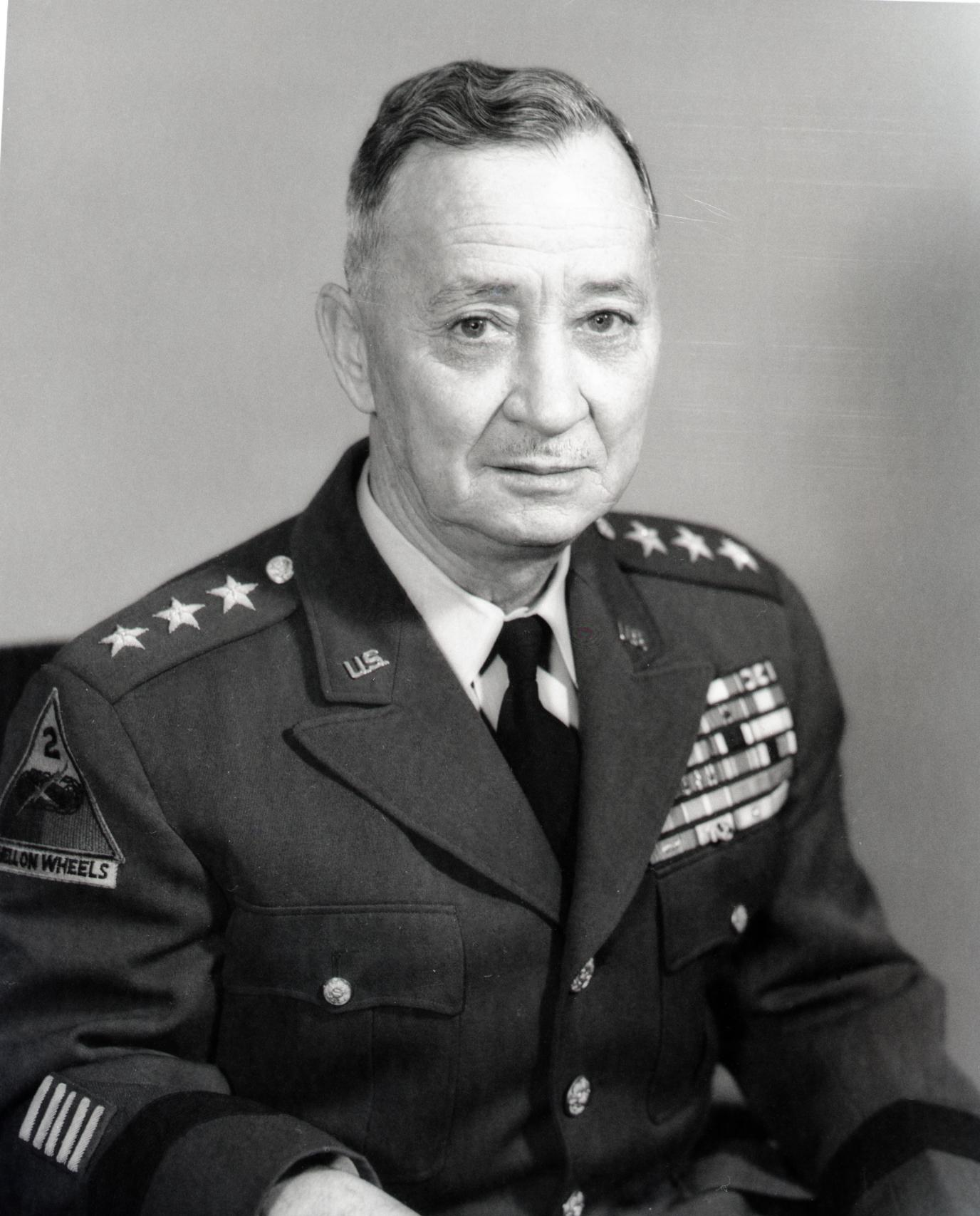
John H. Collier (1951)

John Howell Collier (* 8. September 1898 in Uvalde, Uvalde County, Texas; † 21. April 1980 in San Antonio, Bexar County, Texas) war ein Generalleutnant der United States Army. Er kommandierte unter anderem das I. Korps
John Collier war ein Sohn von William Wallace Collier (1861–1950) und dessen Frau Martha Hale (1871–1947). Er besuchte die öffentlichen Schulen seiner Heimat und trat dann der Texas National Guard bei, mit der er an der Mexikanischen Expedition teilnahm. In den Jahren 1916 bis 1918 durchlief er die United States Military Academy in West Point. Die Ausbildungszeit an der Akademie war damals wegen des Ersten Weltkriegs von vier auf zwei Jahre verkürzt. Nach seiner Graduation wurde er als Leutnant der Kavallerie zugeteilt. In der Armee durchlief er anschließend alle Offiziersränge vom Leutnant bis zum Drei-Sterne-General.
Im Lauf seiner militärischen Karriere absolvierte John Collier verschiedene Kurse und Schulungen. Dazu gehörten unter anderem der Cavalry Officer Basic Course (1920), der Cavalry Regular Course (1937), der Advanced Equitation Course (1938) und das Command and General Staff College (1941).
In seinen jüngeren Jahren absolvierte er den für Offiziere in den niederen Rangstufen üblichen Dienst in verschiedenen Einheiten und Standorten, darunter auch auf den Philippinen. Im weiteren Verlauf seiner Laufbahn kommandierte er Einheiten auf fast allen militärischen Ebenen. Zwischenzeitlich wurde er auch als Stabsoffizier und als Dozent an verschiedenen Bildungseinrichtungen eingesetzt.
Zwischen September 1941 und Juni 1942 war Collier Bataillonskommandeur beim 66. Panzerregiment, wobei er bis Januar zunächst das zweite und danach das dritte Bataillon kommandierte. In diese Zeit fiel der amerikanische Eintritt in den Zweiten Weltkrieg am 7. Dezember 1941. Zwischen Juni 1942 und April 1943 kommandierte er das 66. Panzerregiment das der 2. Panzerdivision unterstand. Anschließend hatte er bis Juni 1943 das Kommando über eine Brigade der 2. Panzerdivision, ehe er ab Juni 1943 bis zum August 1944 erneut das Kommando über das 66. Panzerregiment innehatte. Dabei nahm er aktiv am europäischen Kriegsgeschehen teil. Er war an der Landung der Alliierten auf Sizilien und am beginnenden Italienfeldzug beteiligt. Am 4. August 1944 erhielt er das Kommando über die Combat Command A Brigade der 2. Kavalleriedivision. Dieses Kommando behielt er bis zum Kriegsende in Europa im Mai 1945. Mit seiner Einheit nahm er an der Befreiung Frankreichs und dem Vormarsch nach Deutschland teil. Von Juni bis September 1945 war Collier Divisionskommandeur der 2. Panzerdivision.
Später war John Collier Stabsoffizier bei der Armored School (Ende 1945 bis Anfang 1946). In den Jahren 1951 und 1952 war er Kommandeur dieser Einrichtung. Dazwischen war er unter anderem in verschiedenen Funktionen in Deutschland stationiert. Zwischen dem 13. Juli 1954 und dem 25. Juni 1955 hatte er das Kommando über das nach dem Koreakrieg in Südkorea stationierte I. Corps. Zwischenzeitlich war er vertretungsweise gleichzeitig stellvertretender Kommandeur der ebenfalls in Südkorea stationierten 8. Armee. Von 1955 bis 1958 hatte Collier den Oberbefehl über die 4. Armee. Anschließend schied er aus dem aktiven Militärdienst aus.
John Collier verbrachte seinen Lebensabend in San Antonio in Texas, wo er am 21. April 1980 verstarb. Er wurde auf dem Fort Sam Houston National Cemetery beigesetzt.

## Orden und Auszeichnungen
John Collier erhielt im Lauf seiner militärischen Laufbahn unter anderem folgende Auszeichnungen:
- Army Distinguished Service Medal
- Silver Star
- Legion of Merit
- Bronze Star Medal